# Faro de Punta Needhams
El Faro de Punta Needhams está ubicado sobre la costa del Mar Caribe, al suroeste de Barbados. Fue construido e iluminado 1855.
Es un faro octogonal, blanco con celeste, su alcance con buen tiempo era de 8 MN, en la actualidad no funciona.
El faro y sus alrededores fueron parcialmente restaurados por el Hotel Hilton.
Los faros barbadenses son cuatro.